# Den økonomiske krise 1818-29
Den økonomiske krise 1818-29 er en af de mest omfattende økonomiske og finansielle kriser, der har ramt dansk økonomi. Krisen gav sig udslag på to områder. Der var en stor landbrugskrise, hvilket skyldtes prisfald på landbrugsvarer efter afslutningen af Napoleonskrigene i 1815. Endvidere kom det til sammenbrud i mange københavnske handelshuse, som i årene efter krigsafslutningen søgte at genoptage deres tidligere handel på Caribien og Asien.

## Landbrugskrisen
Under de europæiske krige, der fra 1792 fulgte i kølvandet på den franske revolution (først revolutionskrigene, senere Napoleonskrigene) var der høje priser på landbrugsvarer, blandt andet fordi beskæftigede i landbruget blev indkaldt til militærtjeneste. De høje priser skabte en højkonjunktur for dansk landbrug, og landbrugsejendomme blev solgt til høje priser. Mange landbrugere optog gæld, blandt andet til køb af landbrugsejendomme.
Med krigsafslutningen i 1815 faldt grundlaget for landbrugets højkonjunktur bort. Fra 1818 skete der et stort fald i kornpriserne. I 1820-25 var kornpriserne faldet til et niveau, der svarede til kun ca. en femtedel af niveauet i 1814-17. Priserne på landbrugsejendomme faldt til en tredjedel eller fjerdel af deres tidligere niveau. I anden halvdel af 1820'erne forbedredes situationen, men de lave landbrugspriser fortsatte frem til slutningen af 1820'erne.
Mange godsejere og gårdmænd kunne ikke klare krisen. Særlig gik det ud over de landbrugere, der i de foregående år havde optaget stor gæld. Et stort antal godser sattes på tvangsauktion eller blev overtaget af staten, fordi de ikke kunne betale skyldige skatter. Andre godser blev solgt. Der skete herved en stor udskiftning i kredsen af danske godsejere.
Krisen blev forstærket, fordi regeringen valgte at stå fast på en politik, hvor den danske mønt (rigsbankdaleren) skulle gøres indløselig med sølv i det forhold, der var blevet udmeldt ved pengereformen i januar 1813 (populært kendt som Statsbankerotten). Denne politik trak yderligere i retning af et prisfald.
Staten greb ind til støtte for landbruget ved at nedsætte ejendomsskatterne. Endvidere satte regeringen ind med store lån til nødlidende godsejere. I kongeriget Danmark blev der givet lån på i alt 4,7 mio. rigsbankdaler, hvilket svarede til 4,3 procent af samfundets samlede indkomst (bruttofaktorindkomsten).

## Krisen for de københavnske handelshuse
Under de europæiske krige i slutningen af 1700-tallet og i begyndelsen af 1800-tallet havde de store københavnske handelshuse samt Asiatisk Kompagni drevet en omfattende handel på Vestindien og Asien (Indien og Kina). Denne handel faldt bort, da det danske monarki i 1807 blev inddraget i Napoleonskrigene. Efter krigsafslutningen søgte de københavnske handelshuse at genoptage deres tidligere oversøiske handel, og der blev iværksat en stor udbygning af handelsflåden. Der blev samtidig investeret i store varelagre.
Det viste sig, at de københavnske handlende ikke kunne konkurrere med deres konkurrenter. Blandt andet havde de britiske handlende en stor konkurrencefordel, fordi de kunne sælge billig klæde fremstillet på de nyetablerede britiske fabrikker til Østen. Hertil kom, at sukker fremstillet på grundlag af sukkerroer i Europa begyndte at fortrænge sukker fremstillet af sukkerrør på de caribiske plantager. De store københavnske handelshuse fik tab, fordi de havde givet lån til plantager i Dansk Vestindien, der kom i økonomiske problemer.
Fra 1818 gik mange af de største københavnske handelshuse fallit eller blev afviklet, således handelshusene Ryberg og de Coninck (udviklet af henholdsvis Niels Ryberg og Frédéric de Coninck) samt Meyer & Trier (grundlagt af David Amsel Meyer). I 1831 og 1833 gik firmaerne Duntzfelt & Co og Blachs Enke (grundlagt af henholdsvis William Duntzfelt og Erich Erichsen) ned. Landets største handelsselskab Asiatisk Kompagni blev opløst i 1844.

## Politiske konsekvenser
Krisen i 1818-29 fik på forskellig måde politiske konsekvenser.
Det havde været et hovedmål for de store landboreformer i slutningen af 1700-tallet at basere dansk landbrug på en klasse af selvstændige gårdmænd, der drev deres egne brug. Under landbrugskrisen opstod der tvivl, om gårdmændene kunne drive jorden effektivt. For at effektivisere landbruget blev det foreslået, at det skulle være lettere at nedlægge brug, således at jord kunne lægges ind under godserne. Kong Frederik 6. stod imidlertid fast på de tidligere landboreformer, og det blev herved hindret, at dansk landbrug blev opdelt på nogle få store godser. Senere i 1800-tallet viste det sig, at de selvstændige gårdmænd var i stand til at drive deres brug effektivt, og de selvstændige gårdmænd gik sammen i andelsbevægelsen, der igen stod bag udviklingen af den danske smør- og svinekødseksport.
Under krisen blev statsgælden øget. Den danske statsgæld opgjort i forhold til samfundets indkomst nåede et højdepunkt i 1830'erne. Den store danske statsgæld blev et hovedemne for den liberale kritik af det enevældige styre. Den økonomiske krise 1818-29 var dermed indirekte med til at bringe enevælden til fald.